# مركز بوبي فيشر
مركز بوبي فيشر هو متحف سيرة ذاتية صغير غير هادف للربح يقع في مدينة سيلفوس في أيسلندا، ويضم تذكارات ومقتنيات لاعب الشطرنج الأمريكي بوبي فيشر الحاصل على لقب بطل العالم في الشطرنج لعام 1972.
تأسس مركز بوبي فيشر في التاسع من مارس عام 2013 بعد مضي أعوام على وفاة بوبي فيشر في عام 2008، ويديره حالياً غونر فينلاوغسون.

## محتويات المركز
يعرض مركز بوبي فيشر صوراً وأوراق تسجيل، ونسخة مطبوعة لقياسات الإشعاع التي طلبها وفد بوريس سباسكي بعد المباراة السابعة عشرة التي نافس فيها بوبي فيشر لاعب الشطرنج السوفيتي بوريس سباسكي، والتي أشارت إليها وسائل الإعلام باعتبارها مباراة تشبه الحرب الباردة بين الولايات المتحدة والاتحاد السوفيتي، ونسخة طبق الأصل من رقعة الشطرنج المستخدمة خلال بطولة العالم للشطرنج عام 1972، بالإضافة إلى مؤلفات بوبي فيشر في الشطرنج، ومن بينها كتابه (60 مباراة لا تنسى)، والذي نًشر في عام 1969، ويعتبر واحداً من المراجع الأساسية في اللعبة وأحد أهم أدبيات الشطرنج، وكتابه (تمثال نصفي لمناورة الملك). كما يضمّ المتحف قطعاً أثرية مثيرة للاهتمام جمعها بوبي فيشر أثناء إقامته في أيسلندا منذ عام 2005 وحتى وفاته في عام 2008، ومن بينها كرسي بوبي فيشر من مكتبة بوكين الأثرية في ريكيافيك.

## أنشطة المركز
يضم مركز بوبي فيشر إلى جانب مقتنيات المتحف نادٍ للشطرنج حيث يمكن تعلّم ولعب الشطرنج، كما يضم المركز مكاناً لإقامة معارض ومنافسات الشطرنج.

## قبر بوبي فيشر
يقع قبر لاعب الشطرنج بوبي فيشر في مقبرة لوغارديلير بمدينة سيلفوس الأيسلندية على بعد بضع مئات الأمتار من مركز بوبي فيشر.